# Burg Sotterbach
Die Burg Sotterbach ist ein Festes Haus oder Kasteel (niederdeutsch für Kastell)  im gleichnamigen Ortsteil der Gemeinde Reichshof im Oberbergischen Kreis in Nordrhein-Westfalen, Deutschland.

## Beschreibung

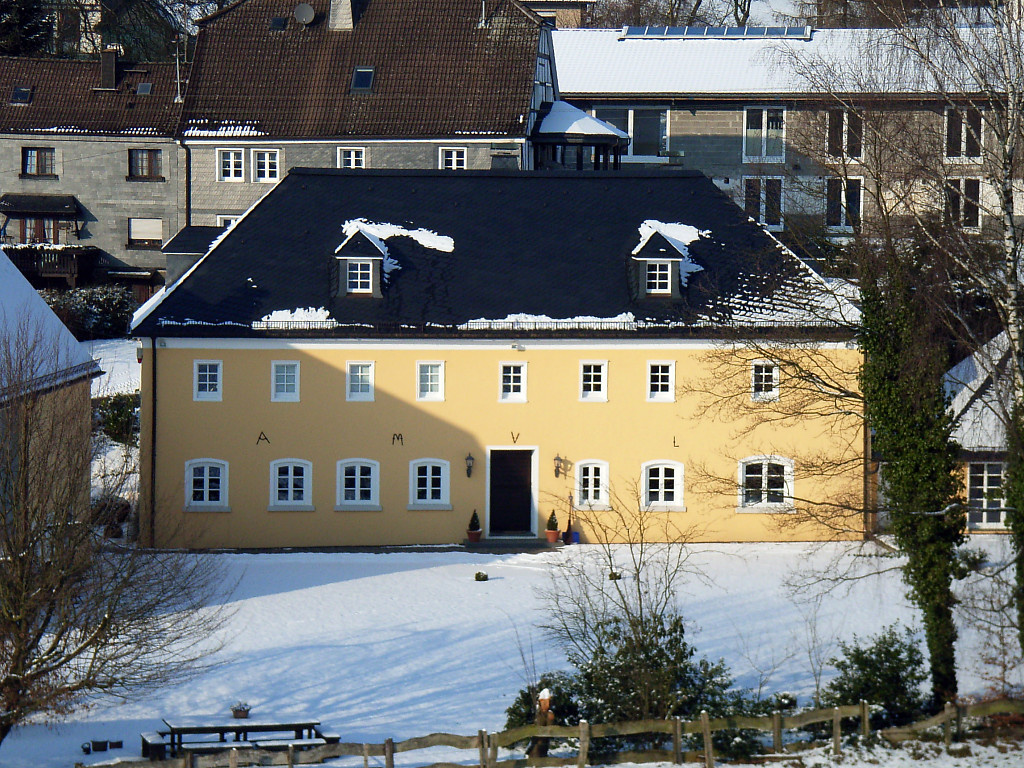
Burg Sotterbach, Südseite

Der zweigeschossige massive Bau aus bis zu 80 Zentimeter starken Bruchsteinmauern weist an seinen Längsseiten acht, an den Schmalseiten zwei Fensterachsen auf und wird von einem einfachen Walmdach gedeckt. Wie auch die zum Anwesen gehörigen Nebengebäude präsentiert sich die Burg heute in leuchtend gelbem Putz. An drei Seiten finden sich Inschriften in Form von Eisenankern: An der nördliche Traufseite – „1 7 3 9“; an der westlichen Giebelseite – „A N S“; an der südlichen Traufseite – „A M V L“.

## Geschichte
Die außen angebrachten Zahl 1739 verweist auf das Jahr eines grundlegenden Umbaus, nicht auf das Erbauungsjahr selbst, da das Gebäude zumindest im Kern sicherlich wesentlich älter ist.
Erstmals urkundlich erwähnt wird Sotterbach bereits 1141 als Wohnsitz eines Lehnsmanns des Grafen von Berg, Olfiz von Sittinberg. 1583 war Sotterbach eines von sechs Sattelgütern, welche die Herren von Bieberstein, von Karthaus bzw. von Lixfeld, im Kirchspiel Eckenhagen besaßen.
Im 17. Jahrhundert fiel das Gut an die Adelsfamilie Ley, woran die Namensanker der Südseite AMVL erinnern – Kürzel für Anna Margarete von Ley, durch deren Heirat das nun umgebaute stattliche Burghaus in den Besitz des Wilhelm Bernhard Hasenclever gelangte, Richter und Rentmeister des Amtes Windeck.
In der zweiten Hälfte des 18. Jahrhunderts war das Gut dann Eigentum der Freckhausener Orgelbauer Gebrüder Kleine (siehe hierzu auch Barockkirche Eckenhagen), die es an den Schwiegersohn Sigismund Roetzel, ebenfalls Orgelbauer, vererbten.
Nicht zuletzt durch die Einquartierung französischer und kaiserlicher Truppen verkam das Anwesen, widerstand aber auf Grund seiner massiven Bauweise dem endgültigen Verfall und konnte in den 70er Jahren des vorigen Jahrhunderts mit erheblichem Aufwand restauriert werden.